# Баррі Таун
Баррі Таун — валлійський футбольний клуб з Баррі, заснований у 1912. У цей час виступає в Прем'єр-лізі. На початку існування до 1931 року називався Баррі АФК (Barry AFC). Один з провідних клубів Уельсу.
Основні кольори клубу жовто-сині. Домашні матчі проводить на стадіоні Дженер Парк, який вміщує 6 000 глядацьких місць.

## Досягнення
- чемпіон Уельсу: 7
  - 1995-96, 1996-97, 1997-98, 1998-99, 2000-01, 2001-02, 2002-03

- володар Кубка Уельсу: 6
  - 1954-55, 1993-94, 1996-97, 2000-01, 2001-02, 2002-03

- володар Кубка Ліги Уельсу: 4
  - 1996-97, 1997-98, 1998-99, 1999-2000

- володар Щита Ліги Уельсу: 1
  - 1993-94

## Відомі футболісти
- Террі Бойл
- Енді Дібл
- Кейт Понтін
- Ален Куртіс
- Джеймс Роббі
- Пол Ремсі
- Атіф Башир